# Skärgöl (Långasjö socken, Småland)
Skärgöl är en sjö i Emmaboda kommun i Småland och ingår i Nättrabyåns huvudavrinningsområde.